# ليونا إي. تايلر
ليونا إي. تايلر (بالإنجليزية: Leona E. Tyler)‏ هي عالمة نفس أمريكية، ولدت في 10 مايو 1906، وتوفيت في 29 أبريل 1993.